# Bronnyky (Riwne)
Bronnyky (ukrainisch Бронники; russisch Бронники Bronniki, polnisch Bronniki) ist ein Dorf in der Westukraine.
Das erstmals 1545 schriftlich erwähnte Dorf liegt auf einer Höhe von 208 m, hat etwa 880 Einwohner und umfasst eine Fläche von 1,53 km². Nördlich vom Dorf verläuft die Fernstraße N 22.

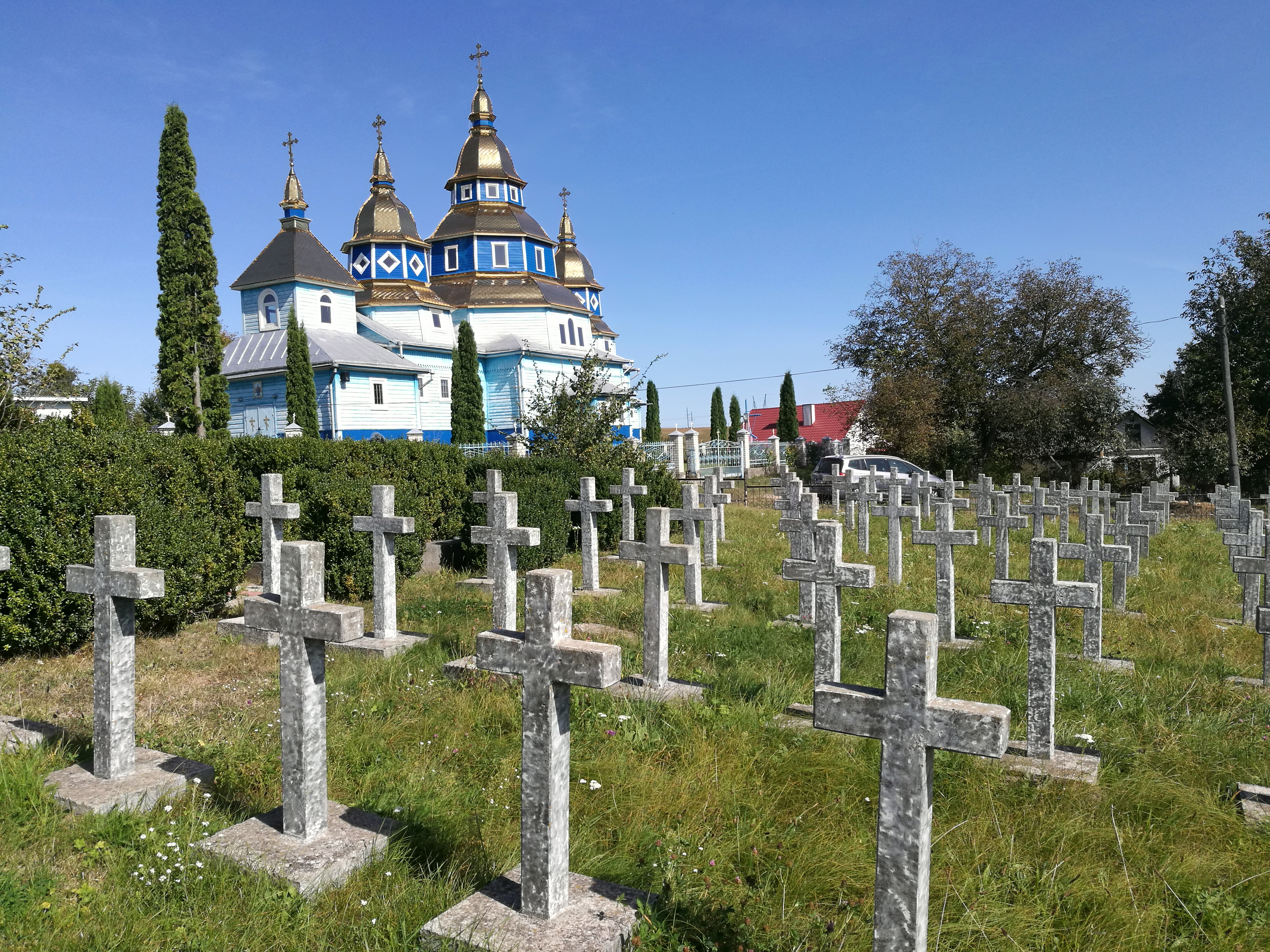
Der Soldatenfriedhof

In Bronnyky befindet sich ein deutscher Soldatenfriedhof mit 202 Gräbern, die seit 2000 vom Volksbund Deutsche Kriegsgräberfürsorge betreut wird. Dort sind auch die 165 deutschen Soldaten beigesetzt, die am 2. Juli 1941 von der Leibstandarte SS Adolf Hitler in der Nähe des Ortes aufgefunden wurden (→Fall Broniki). Nach Ermittlungsergebnissen der deutschen Wehrmacht-Untersuchungsstelle sollen die in Gefangenschaft geratenen deutschen Soldaten von Angehörigen der Roten Armee getötet worden sein.
Am 12. Juni 2020 wurde das Dorf ein Teil neu gegründeten Landgemeinde Horodok, bis dahin bildete es zusammen mit den Dörfern Biliwski Chutory (Білівські Хутори) und Rohatschiw (Рогачів) die Landratsgemeinde Bronnyky (Бронниківська сільська рада/Bronnykiwska silska rada) im Norden des Rajons Riwne.
Der Ort ist Partnergemeinde von Oberviechtach, Bayern.

## Persönlichkeiten
Der ukrainische Dichter und Komponist Wolodymyr Jaschtschuk lebt in Bronnyky.